# Бьелик, Юлиус
Юлиус Бьелик (чеш. Július Bielik; род. 8 марта 1962[…], Вишков, Южноморавский край[…]) — чехословацкий футболист, игравший на позиции защитника.
Выступал, в частности, за клуб «Спарта» (Прага), а также национальную сборную Чехословакии.

## Клубная карьера
Во взрослом футболе дебютировал в 1979 году выступлениями за клуб «Спартак» (Трнава), в котором провёл три сезона, приняв участие в 57 матчах чемпионата.
Своей игрой привлёк внимание представителей тренерского штаба клуба «Спарта» (Прага), к составу которого присоединился в 1982 году. Отыграл за пражскую команду следующие девять сезонов своей игровой карьеры. Большую часть времени, проведённого в составе «Спарты», являлся основным игроком защиты команды.
Регулярно участвуют в еврокубках, сыграл 17 матчей в Кубке европейских чемпионов и 10 матчей в Кубке УЕФА. В частности, стал четвертьфиналистом кубка европейских чемпионов 1985 года, в котором команда уступила «Ювентусу», а также дошёл до четвертьфинала Кубка УЕФА 1984 года, в котором команда уступил «Хайдуку». В составе пражской «Спарты» 6 раз становился победителем чемпионата Чехословакии и 3 раза побеждал в кубке Чехословакии.
С 1991 по 1992 год играл в составе японских клубов «Мазда» и «Санфречче Хиросима».
С 1994 по 1995 годы выступал за клуб «Унион».
Завершил профессиональную игровую карьеру в клубе «Градец-Кралове», за который выступал в течение 1995—1997 годов.

## Выступления за сборную
26 октября 1983 года дебютировал в составе национальной сборной Чехословакии в товарищеском матче против сборной Болгарии. В течение карьеры в национальной сборной, длившейся 8 лет, провёл в форме главной команды страны 18 матчей.
В составе сборной был участником чемпионата мира 1990 года в Италии. На турнире сыграл в 2 поединках. На этом же турнире и сыграл свой последний матч за сборную против сборной Италии.

## Футбольная деятельность
После завершения карьеры игрока занимался тренерской деятельностью, работал в клубах «Виктория Жижков» и «Яблонец». С декабря 2001 года с лицензией футбольного агента ФИФА работает в ФАЧР.

## Выступления в сборной
| Национальная сборная Чехословакии | Национальная сборная Чехословакии | Национальная сборная Чехословакии |
| Год                               | Матчи                             | Голы                              |
| --------------------------------- | --------------------------------- | --------------------------------- |
| 1983                              | 1                                 | 0                                 |
| 1984                              | 0                                 | 0                                 |
| 1985                              | 0                                 | 0                                 |
| 1986                              | 0                                 | 0                                 |
| 1987                              | 2                                 | 0                                 |
| 1988                              | 6                                 | 0                                 |
| 1989                              | 3                                 | 0                                 |
| 1990                              | 6                                 | 0                                 |
| В целом                           | 18                                | 0                                 |